# Потулов, Василий Александрович
Васи́лий Алекса́ндрович По́тулов (18 июня 1855, Санкт-Петербург — 1926, Ленинград) — председатель Малоархангельской уездной земской управы, член Государственной думы 3-го и 4-го созывов от Орловской губернии.
Православный. Из потомственных дворян Орловской губернии. Землевладелец Малоархангельского уезда (более 300 десятин).
Окончил санкт-петербургскую 5-ю гимназию (1876) и физико-математический факультет Санкт-Петербургского университета (1880) со степенью кандидата естественных наук (1881).
Почётный мировой судья Орловского окружного суда по Малоархангельскому уезду (1882–1885, 1892–1912).
В 1884 году был назначен старшим чиновником особых поручений при ковенском губернаторе, коллежский секретарь.
С 1885 года состоял чиновником для поручений при начальнике Вержболовского таможенного округа.
Титулярный советник (1887), коллежский асессор (1888), надворный советник (1891).
В 1891 году вышел в отставку и занялся сельским хозяйством в родовом имении в селе Карташёвка Малоархангельского уезда Орловской губернии.

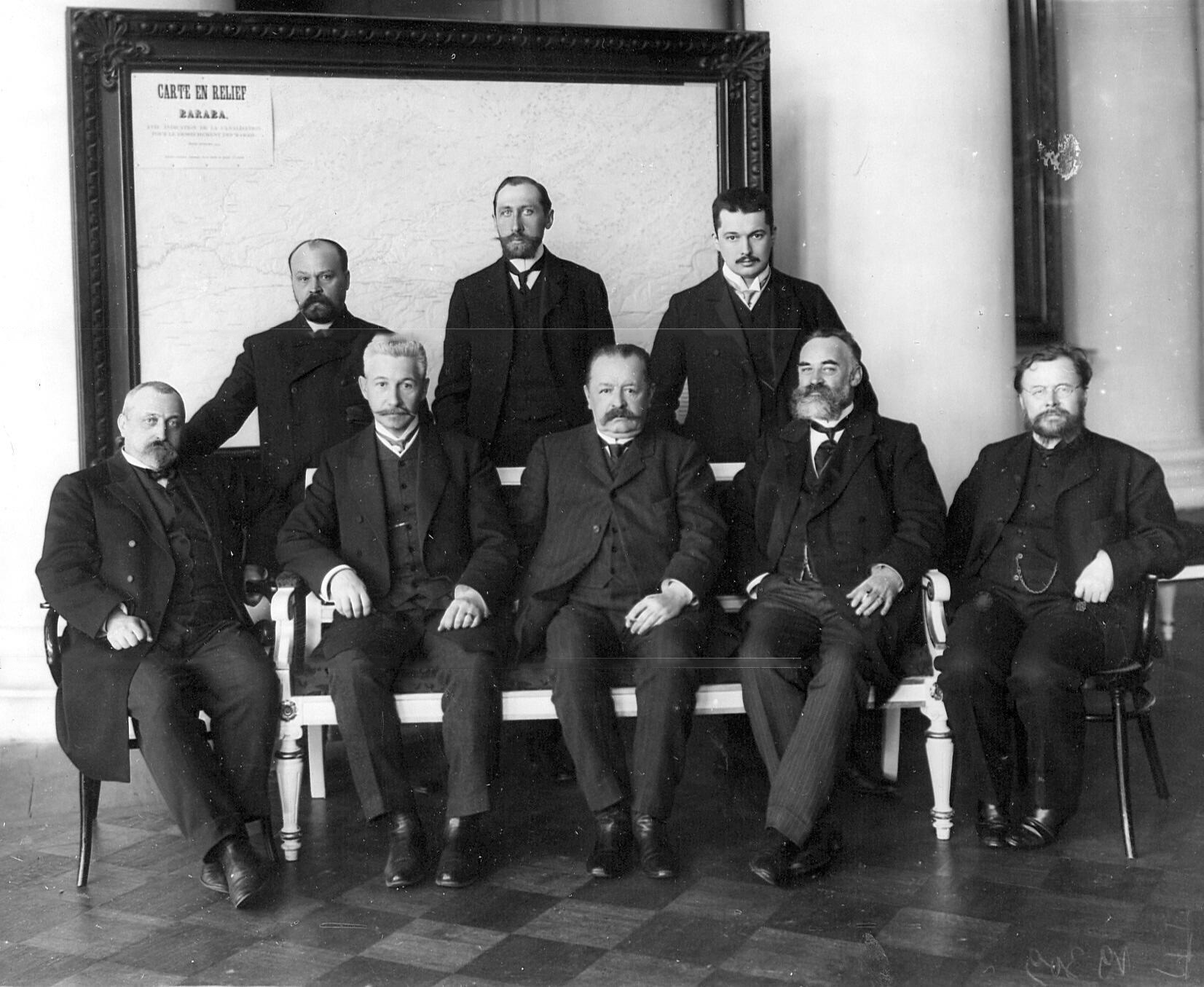
Депутаты Государственной думы Российской империи III созыва от Орловской губернии. Стоят: Рубцов Ф. В., Володимеров С. А., Тенишев В. В.; сидят: Ветчинин В. Г., Меньшиков И. А., Васич Н. В., Новицкий М. А., Потулов В. А.

Директор Малоархангельского отделения попечительного комитета о тюрьмах (1893), коллежский советник (1896), член Орловской губернской земской управы (1897), статский советник, председатель Малоархангельской уездной земской управы (1900–1908), член Малоархангельского уездного училищного совета (1903).
Награждён орденом св. Станислава II степени (1905).
В 1907 году избран членом III Государственной думы от Орловской губернии. Входил во фракцию октябристов. Состоял товарищем председателя комиссии по исполнению государственной росписи доходов и расходов, а также членом комиссий по направлению законодательных предположений и по местному самоуправлению.
В 1912 году был переизбран в Государственную думу. Входил во фракцию октябристов, после ее раскола — в группу земцев-октябристов и Прогрессивный блок. Состоял членом комиссий: бюджетной, по исполнению государственной росписи доходов и расходов, по местному самоуправлению и по направлению законодательных предложений.
После Февральской революции выполнял поручения Временного комитета Государственной думы. 13 апреля 1917 года был командирован на Мальцевские заводы в Дятькове и Людинове для прекращения беспорядков. 4 мая 1917 года утвержден представителем Государственной думы в Совещании по вероисповедным вопросам при Министерстве внутренних дел. 6 августа 1917 года был избран заместителем члена Поместного собора Православной церкви от Государственной думы В. А. Маклакова, а после отказа последнего стал членом Собора (участвовал во всех трёх сессиях, председатель V, член II, XVI отделов и Хозяйственно-распорядительного совещания при Соборном совете).
Обвенчан с Наталией Васильевной Нечаевой (1893), дети: Василий, Наталия, София, Елена, Антонина.
В 1918 году посвящён в стихарь в московском храме Спаса Преображения в Наливках, с сентября сотрудник сметного отдела (впоследствии особый отдел по бюджетной части) Народного комиссариата государственного контроля. В ноябре 1919 года перевёлся на должность делопроизводителя общего отдела Военно-морского строительного бюро Туркестанского фронта, но в Ташкент не прибыл, а переехал с семьёй в Петроград.
Скончался после продолжительной болезни, похоронен на Смоленском кладбище близ часовни блаженной Ксении Петербургской.